# The Best of Obituary
The Best of Obituary – kompilacja amerykańskiego zespołu death metalowego Obituary. Wydawnictwo ukazało się 29 stycznia 2008 roku nakładem wytwórni muzycznej Roadrunner Records. Album ten zawiera utwory znajdujące się na pierwszych sześciu albumach zespołu. 

## Lista utworów
Opracowano na podstawie materiału źródłowego.
1. "Internal Bleeding" – 3:00
2. "Til Death" – 4:01
3. "Slowly We Rot" – 3:41
4. "Cause of Death" – 5:38
5. "Chopped in Half" – 3:47
6. "Turned Inside Out" – 4:57
7. "The End Complete" – 4:03
8. "I'm in Pain" – 4:01
9. "Don't Care" – 3:08
10. "Final Thoughts" – 4:08
11. "Kill for Me" – 5:59
12. "Threatening Skies" – 2:19
13. "On the Floor" – 3:11

## Twórcy
- John Tardy – śpiew
- Donald Tardy – perkusja
- Frank Watkins – gitara basowa
- Trevor Peres – gitara rytmiczna
- Allen West – gitara prowadząca
- Daniel Tucker – gitara basowa
- James Murphy – gitara prowadząca